# タイ・ケリー
タイラー・パトリック・ケリー（英: Tyler Patrick Kelly, 1988年7月20日 - ）は、アメリカ合衆国テキサス州ダラス出身の元プロ野球選手（ユーティリティプレイヤー）。右投両打。愛称はTK。

## 経歴

### プロ入りとオリオールズ傘下時代
2009年、MLBドラフト13巡目（全体386位）でボルチモア・オリオールズから指名され、6月16日に契約。契約後、A-級アバディーン・アイアンバーズでプロデビュー。61試合に出場して打率.265・1本塁打・18打点・3盗塁の成績を残した。
2010年はA級デルマーバ・ショアバーズでプレーし、129試合に出場して打率.259・4本塁打・58打点・5盗塁の成績を残した。
2011年はA級デルマーバでプレーし、120試合に出場して打率.274・4本塁打・46打点・11盗塁の成績を残した。
2012年はA+級フレデリック・キーズで開幕を迎え、28試合に出場後、5月13日にAAA級ノーフォーク・タイズへ昇格。11試合に出場して打率.278・1本塁打・2打点の成績だったが、5月27日にA+級フレデリックへ降格。降格後は48試合で打率.386と結果を残し、7月16日にAA級ボウイ・ベイソックスへ昇格。AA級ボウイでは46試合に出場して打率.308・1本塁打・27打点・1盗塁の成績を残した。オフにオリオールズ傘下所属選手によるオールスターチームにユーティリティープレイヤーとして選出された。
2013年は開幕からAA級ボウイでプレーし、72試合に出場して打率.283・1本塁打・47打点・4盗塁の成績を残した。

### マリナーズ傘下時代
2013年6月30日にエリック・テイムズとのトレードで、シアトル・マリナーズへ移籍した。移籍後はAAA級タコマ・レイニアーズで54試合に出場して打率.320、3本塁打・17打点・3盗塁の成績を残した。オフにマリナーズ傘下所属選手によるオールスターチームに二塁手として選出された。
2014年はAAA級タコマでプレーし、134試合に出場して打率.263・15本塁打・80打点・11盗塁の成績を残した。この年もマリナーズ傘下所属選手によるオールスターチームに、2年連続で二塁手として選出された。

### カージナルス傘下時代
2014年11月20日にサム・ガビグリオとのトレードで、セントルイス・カージナルスへ移籍した。同日にカージナルスとメジャー契約を結び、40人枠入りした。
2015年4月3日に傘下のAAA級メンフィス・レッドバーズへ異動し、そのまま開幕を迎えた。その後はメジャーへ昇格することができず、7月21日にDFAとなった。AAA級メンフィスでは79試合に出場して打率.203・2本塁打・21打点・3盗塁の成績を残した。

### ブルージェイズ傘下時代
2015年7月22日にウェイバー公示を経てトロント・ブルージェイズへ移籍した。移籍後は傘下のAAA級バッファロー・バイソンズでプレーしていたが、8月29日にDFAとなり、31日にブルージェイズとマイナー契約で再契約した。AAA級バッファローでは38試合に出場して打率.264・1本塁打・12打点の成績を残した。オフの11月7日にFAとなった。

### メッツ時代
2015年11月13日にニューヨーク・メッツとマイナー契約を結んだ。
2016年はAAA級ラスベガス・フィフティワンズで開幕を迎え、35試合の出場で打率.391・2本塁打・15打点・2盗塁と活躍し、5月23日にルーカス・ドゥーダが故障者リスト入りしたため、メッツとメジャー契約を結んだ。5月24日のワシントン・ナショナルズ戦で8番・三塁手として先発起用されメジャーデビュー。この日は4打数無安打3三振に終わった。5月30日のシカゴ・ホワイトソックス戦でホセ・キンタナからメジャー初安打となる中堅への安打を記録。6月8日のピッツバーグ・パイレーツ戦では、ジェイムソン・タイヨンから右翼スタンドへのメジャー初本塁打を放ったが、6月10日にAAA級ラスベガスへ降格した。6月16日にフアン・ラガーレスが故障者リスト入りしたため、再びメジャーへ昇格。主に代打として4試合に出場したが、4打数無安打と結果を残せず、6月22日に再びAAA級ラスベガスへ降格した。最終的には39試合に出場し、打率.241・1本塁打・7打点を記録したほか、9三振に対して11四球を選ぶ選球眼の良さも発揮し、出塁率.352と高かった。守備面では内外野の複数ポジションを守り分けたが、主に左翼手と三塁手を守った。左翼手では、8試合で無失策・DRS +3・UZR +1.9、三塁手では10試合で無失策・DRS +1・UZR +1.0と、いずれもポジションでも安定した守備力を発揮した。
また、8月26日に第4回ワールド・ベースボール・クラシック（WBC）予選のイスラエル代表に選出された。この予選4組において決勝戦でイギリスに勝利し、本大会初出場を決めた。
2017年1月18日に第4回WBC本戦のイスラエル代表に選出された。2月9日にジェリー・ブレビンスの再契約に伴ってDFAとなった。2月13日にマイナー契約でAAA級ラスベガスに降格した。3月に選出されていたWBCに参加。4月2日にメジャー契約を結んでアクティブ・ロースター入りしたが、4月8日にDFAとなった。

### ブルージェイズ復帰
2017年4月10日にウェイバー公示を経てブルージェイズへ移籍した。AAA級バッファローで2試合出場後、4月18日にメジャー昇格したものの出番は無く、21日にDFAとなった。

### フィリーズ時代
2017年4月22日に金銭トレードで、フィラデルフィア・フィリーズへ移籍した。4月25日にアクティブ・ロースター入りしたが当日の試合（マイアミ・マーリンズ戦）は雨で延期となった。この年の2球団合計では70試合に出場して打率.191・2本塁打・14打点の成績を残した。レギュラーシーズン終了後の10月4日に40人枠から外れる形で傘下のAAA級リーハイバレー・アイアンピッグスへ配属され、翌5日にFAとなった。

### メッツ復帰
2018年1月26日にメッツとマイナー契約を結び、スプリングトレーニングに招待選手として参加することになった。シーズンでは開幕からAAA級ラスベガスでプレーし、6月11日にメジャー契約を結んでアクティブ・ロースター入りした。7月24日にDFAとなり、26日にAAA級ラスベガスへ配属された。10月2日にFAとなった。

### エンゼルス傘下時代
2019年2月5日にロサンゼルス・エンゼルスとマイナー契約を結び、スプリングトレーニングに招待選手として参加することになった。開幕後はAAA級ソルトレイク・ビーズでプレーし、80試合出場、打率.246、1本、22打点の成績を残していたが、8月26日に現役引退することを発表した。

### 現役復帰
2021年1月29日に独立リーグ・アメリカン・アソシエーション（AA）のカンザスシティ・モナークスと契約したが、AAシーズン開幕前の4月8日にアトランティックリーグ（AL）のロングアイランド・ダックスへ後日発表選手との交換で移籍した。ALシーズン開幕前の5月22日にシアトル・マリナーズとマイナー契約を結び、AAA級タコマ・レイニアーズに配属された。タコマでは24試合に出場し、打率.227、2本塁打、10本塁打という成績だった。7月8日に自由契約となった。退団後はロングアイランド・ダックスに復帰した。
2022年3月8日にロサンゼルス・ドジャースとマイナー契約を結んだ。この年もメジャー昇格はできず、8月23日に自由契約となった。
2023年3月に開催された第5回WBCにイスラエル代表として出場した。この大会を最後に現役を引退した。

### 現役引退後
2023年シーズンより、シアトル・マリナーズ傘下AAA級タコマ・レイニアーズのコーチに就任した。

## 詳細情報

### 年度別打撃成績
| 年 度    | 球 団    | 試 合 | 打 席 | 打 数 | 得 点 | 安 打 | 二 塁 打 | 三 塁 打 | 本 塁 打 | 塁 打 | 打 点 | 盗 塁 | 盗 塁 死 | 犠 打 | 犠 飛 | 四 球 | 敬 遠 | 死 球 | 三 振 | 併 殺 打 | 打 率 | 出 塁 率 | 長 打 率 | O P S |
| -------- | -------- | ----- | ----- | ----- | ----- | ----- | -------- | -------- | -------- | ----- | ----- | ----- | -------- | ----- | ----- | ----- | ----- | ----- | ----- | -------- | ----- | -------- | -------- | ----- |
| 2016     | NYM      | 39    | 71    | 58    | 9     | 14    | 1        | 1        | 1        | 20    | 7     | 0     | 0        | 0     | 2     | 11    | 0     | 0     | 9     | 2        | .241  | .352     | .345     | .697  |
| 2017     | NYM      | 1     | 1     | 1     | 0     | 0     | 0        | 0        | 0        | 0     | 0     | 0     | 0        | 0     | 0     | 0     | 0     | 0     | 1     | 0        | .000  | .000     | .000     | .000  |
| 2017     | PHI      | 69    | 104   | 88    | 11    | 17    | 7        | 0        | 2        | 30    | 14    | 0     | 0        | 4     | 3     | 8     | 0     | 1     | 24    | 0        | .193  | .260     | .341     | .601  |
| '17計    | PHI      | 70    | 105   | 89    | 11    | 17    | 7        | 0        | 2        | 30    | 14    | 0     | 0        | 4     | 3     | 8     | 0     | 1     | 25    | 0        | .191  | .257     | .337     | .595  |
| 2018     | NYM      | 9     | 12    | 11    | 1     | 1     | 0        | 0        | 0        | 1     | 0     | 0     | 0        | 0     | 0     | 0     | 0     | 0     | 2     | 1        | .091  | .167     | .091     | .258  |
| MLB：3年 | MLB：3年 | 118   | 188   | 158   | 21    | 32    | 8        | 1        | 3        | 51    | 21    | 0     | 0        | 4     | 5     | 20    | 0     | 1     | 36    | 3        | .203  | .288     | .323     | .611  |

- 2020年度シーズン終了時

### 背番号
- 55（2016年 - 同年途中）
- 56（2016年途中 - 2017年途中）
- 15（2017年途中 - 同年終了）
- 66（2018年）

### 代表歴
- 2017 ワールド・ベースボール・クラシック予選 イスラエル代表
- 2017 ワールド・ベースボール・クラシック・イスラエル代表
- 2019年ヨーロッパ野球選手権大会イスラエル代表
- 2020年東京オリンピックの野球競技・イスラエル代表
- 2023 ワールド・ベースボール・クラシック・イスラエル代表